# بيل غرافيس
بيل غرافيس (بالإنجليزية: Bill Graves)‏ (و. 1953  م) هو سياسي أمريكي، ولد في سالينا، هو عضوٌ الحزب الجمهوري.

## مناصب
تولى منصب حاكم كانساس ‏ (9 يناير 1995–13 يناير 2003)
.

## التعليم
تعلم في Kansas Wesleyan University ‏
.